# Октавии
Окта́вии (лат. Octavii) — древнеримский аристократический род, переселившийся при Тарквинии Древнем из города вольсков, Велитр, а при Сервии Туллии принятый в среду патрициев.
Род Октавиев был введён в сенат Тарквинием Древним в числе младших родов, то есть последних, примкнувших к сенату. В честь Октавиев был назван переулок в самой населённой части Велитр; и раньше там находился алтарь, посвящённый одному из Октавиев, который «будучи военачальником в одной пограничной войне, он приносил однажды жертвы Марсу, как вдруг пришла весть о набеге врагов: выхватив из огня внутренности жертвы, он рассек их полусырыми, пошёл в бой и вернулся с победою. Существовало даже общественное постановление, чтобы и впредь жертвенные внутренности приносились Марсу таким же образом, а остатки жертвы отдавались Октавиям».
Имя рода произошло от преномена Octavus, подобно Квинта, Секста и Децима. Среди наиболее известных в римской истории представителей данного семейства можно выделить следующих персоналий:
- Гней или Гай Октавий Руф, квестор 230 года до н. э. Первый представитель плебейского рода Октавиев, из добившихся магистратуры;
- Гней Октавий, сын предыдущего. В 205 г. до н. э. был претором в провинции Сардинии. Отняв у карфагенян 80 грузовых судов, он в следующем, 204 году до н. э., получил в своё управление 40 военных кораблей для обороны берегов Сардинии и снабжал римское войско, находившееся в Африке, хлебом[1];
- Гней Октавий, сын предыдущего. В 180 году до н. э. был послан в Грецию, чтобы отклонить греков от союза с Персеем Македонским. В 168 году он в качестве начальника флота действовал у македонского побережья, и на острове Самофракии принудил Персея к сдаче. В 162 году до н. э. Гней был направлен послом в Сирию, но сирийцев возмутили его притеснения и коварная политика, и он был убит[1];
- Марк Октавий, сын предыдущего, народный трибун 133 года до н. э. Стоял на стороне оптиматов и выступил против аграрного закона своего коллеги, Тиберия Семпрония Гракха. В происшедшем затем бурном столкновении между трибунами народ едва не растерзал Октавия, который был спасён своими единомышленниками[1];
- Гай Октавий, отец основателя Империи Октавиана Августа. В 63 году до н. э. принимал участие в борьбе с Катилиной. В 60 до н. э., в качестве пропретора, был наместником Македонии, где истребил остатки отрядов Катилины и Спартака. Отличался строгостью нравов и честностью. За победу над фракийцами был провозглашён провинциальными солдатами «императором». Гай скончался в 59 году до н. э. по пути из своей провинции в Рим[1];
- Октавия Младшая, одна из дочерей предыдущего, которая могла быть названа «идеалом римлянки». Она была замужем сначала за Гаем Клавдием Марцеллом, от которого имела сына, эдила 23 года до н. э., усыновлённого Августом. В 40 году до н. э. Октавия вышла замуж за члена 2-го триумвирата, инициатора убийства Цицерона Марка Антония. В 34 году, благодаря её посредничеству, была прекращена ссора между Антонием и её младшим братом, Октавианом. Около 32 года до н. э. Октавия была покинута Антонием ради Клеопатры, но, несмотря на увещания брата, осталась верна семейному очагу и, как честная супруга, воспитывала своих детей. Гай Юлий Цезарь Октавиан назвал её именем построенный им портик с библиотекой и двумя храмами. В 32 г. до н. э., из-за письма Антония, Октавия оставила его дом, уведя с собой всех своих детей. Когда Октавиан задумал отдать свою единственную дочь, Юлию, за Марка Випсания Агриппу, женатого на дочери Октавии, последняя энергично воспротивилась этому плану. Октавия-младшая умерла в 11 году до н. э[1].